# José Díaz Ramos
José Díaz Ramos (Sevilla, 3 de mayo de 1895-Tiflis, 20 de marzo de 1942) fue un político español de ideología comunista. Aunque inicialmente militó en el anarquismo, se acabó convirtiendo en Secretario general del Partido Comunista de España (PCE) y ocuparía este cargo durante una década. Su época como dirigente del PCE coincidió con la Segunda República y la guerra civil española. Gravemente enfermo durante sus últimos años, se suicidó en 1942.

## Biografía

### Actividad política
José Díaz nació en Sevilla el 3 de mayo de 1895. Panadero de profesión desde los once años, a los 18 ingresó en La Aurora, el sindicato de los panaderos sevillanos, que poco después se adhirió a la anarquista Confederación Nacional del Trabajo. En 1917 dirigió una huelga de obreros del pan y en 1920 participó en la huelga general decretada por la dirección de la CNT, que se saldó en fracaso. Tras el golpe de Estado del 13 de septiembre de 1923 que instauró en España una dictadura militar, José Díaz continuó la labor sindical en la clandestinidad. Sería detenido en Madrid en 1925. En septiembre de 1927 ingresó en el Partido Comunista de España, ya fuera de la cárcel, junto a gran parte de los dirigentes del anarquismo sevillano.
En el IV Congreso del PCE, celebrado en Sevilla en marzo de 1932, fue elegido miembro de su Comité Central. A los pocos meses, tras la expulsión del entonces secretario general, José Bullejos, a instancias de la Internacional Comunista o Komintern, fue nombrado secretario general. La llegada de Díaz a la dirección del PCE coincidió con una renovación generacional en el liderazgo del comunismo español, como fue el caso de Antonio Mije, Jesús Hernández o Dolores Ibárruri. Además del propio Díaz o de Mije, entre los comunistas sevillanos que también destacaba era Saturnino Barneto Atienza, líder de los obreros portuarios de Sevilla. Al igual que José Díaz, Barneto era un antiguo sindicalista procedente del anarquismo. Otro destacado comunista sevillano fue Manuel Delicado, que posteriormente pasaría a ser un estrecho colaborador de Díaz.
Tras unos años de radicalismo, José Díaz impulsó, a partir del verano de 1933, un acercamiento a otras fuerzas políticas de izquierda para constituir el Frente Popular junto a los socialistas y los republicanos de izquierda. En junio de 1935 dio un discurso en el Cine Pardiñas en el que abogaba por la creación de una "Concentración Popular Antifascista". Poco después, en las elecciones de febrero de 1936, salió elegido diputado por Madrid. Por estas fechas también mantuvo contactos con el PSOE que llevaron al establecimiento de un órgano compuesto por ambos partidos que coordinara las acciones políticas de ambos.
En 1935 fue uno de los españoles que asistió al VII Congreso de la Internacional Comunista.

### Guerra civil
Tras el estallido de la guerra civil española, José Díaz centró toda su actividad en el PCE, no ocupando ningún puesto oficial en la estructura gubernamental de la República, predominando en él la idea de la prioridad absoluta de la victoria militar, combatiendo contra las medidas tomadas en las fábricas y el campo de algunas zonas concretas, mediante las colectivizaciones por las milicias anarquistas. Durante una reunión del Comité Central del PCE en marzo de 1937 declaró que estaban combatiendo "por una República democráctica, por una república democrática y parlamentaria de nuevo tipo y con un profundo componente social".
Sin embargo, su liderazgo dentro del PCE palideció en contraste con la influencia que tuvo el enviado de la Internacional Comunista, el italiano Palmiro Togliatti, que se convirtió en el auténtico jefe del PCE durante la contienda. Togliatti, de hecho, escribió muchos de los discursos pronunciados por Díaz. Esto se vio acrecentado cuando, a partir de 1937, el deterioro progresivo de su salud debido al cáncer que padecía hizo que su figura quedara relegada ante la ascendencia de cuadros como Dolores Ibárruri y otros destacados militantes comunistas que se distinguieron en el campo de batalla como Enrique Líster o Juan Modesto. 
A pesar de que el PCE aceptaba sin demasiado problema las directivas de la Internacional Comunista, José Díaz no siempre coincidía con los líderes de la Internacional. Cuando en la primavera de 1937 algunos líderes comunistas internacionales plantearon la necesidad de destituir a Francisco Largo Caballero como jefe del gobierno republicano, Díaz reaccionó en contra de esta idea, y protestó por lo que consideró una intromisión en las cuestiones internas españolas. Algo parecido volvería a ocurrir cuando unos meses después el jefe de la NKVD Alexander Orlov, planteó la necesidad de detener a Andrés Nin y disolver el Partido Obrero de Unificación Marxista (POUM). El PCE mantenía malas relaciones con el POUM, y Díaz llegó a afirmar que el partido era una "banda de espías y provocadores al servicio del fascismo internacional". Sin embargo, cuando se enteró de la idea de Orlov, mostró un profundo malestar, criticó duramente esta idea y llegó a enfrentarse con el representante de la Komintern en España, Victorio Codovilla. Díaz criticó que los soviéticos actuaran en España como agentes extranjeros.
En el ámbito personal, Díaz hubo de sufrir varias tragedias a causa de la guerra. Durante los primeros meses de la contienda tanto sus hermanas, Carmen y Concha, como su antigua compañera sentimental, Teresa Santos, fueron fusiladas en Sevilla por las fuerzas sublevadas del general Gonzalo Queipo de Llano, debido a su parentesco con el secretario general del PCE.

### Estancia en la Unión Soviética
A causa de su grave enfermedad —padecía un cáncer de estómago— hubo de trasladarse a la URSS, en diciembre de 1938, para ser operado en Leningrado. Tras la derrota republicana, Díaz ya no regresaría a España. En Moscú trabajó como miembro del secretariado de la Internacional Comunista. Durante la Segunda Guerra Mundial, tras producirse la invasión alemana, se trasladó a diversas localidades soviéticas hasta fijar su residencia, con la salud muy deteriorada, en el otoño de 1941 en Tiflis, capital de la República Socialista Soviética de Georgia. Allí permanecería hasta su suicidio el 20 de marzo de 1942. El dirigente comunista, al no poder aguantar el dolor de su enfermedad, en estado muy avanzado, se precipitó por la ventana y murió. A su muerte Dolores Ibárruri asumió el liderazgo del PCE.
Durante muchos años se especuló con el hecho de que había sido asesinado por sus discrepancias con Stalin, especialmente autores como Eduardo Comín Colomer. Pero esta afirmación queda desmentida al ser desclasificada la información de los servicios secretos soviéticos, tras la caída de la URSS, en la década de 1990.

## Obras
- Tres años de lucha.
- La guerra y el Frente Popular (recopilación de artículos; ediciones Vanguardia Obrera).
- Las enseñanzas de Stalin, guía luminoso para los comunistas españoles

### Pie de página
1. 1 2  Thomas, 1976, p. 145.
2. ↑  Bernecker, 1977, p. 158.
3. ↑  Rees, 2004, p. 181.
4. 1 2  Domingo, 2004, p. 404.
5. ↑  Salas, 1992, p. 195.
6. ↑  Salas, 1992, p. 114.
7. ↑  Hens, 2004, p. 70.
8. ↑  Preston, 1994, p. 228.
9. ↑  Bolloten, 1991, p. 385.
10. ↑  Thomas, 1976, p. 177n.
11. ↑  Bolloten, 1991, p. 232.
12. 1 2  Bolloten, 1991, p. 133.
13. ↑  Bolloten, 1991, p. 362.
14. ↑  Thomas, 1976, p. 703.
15. ↑  Bolloten, 1991, p. 508.
16. 1 2  Thomas, 1976, p. 759.
17. ↑  Zavala, 2011, p. 120-121.
18. ↑  Bolloten, 1991, p. 687.
19. ↑  Moreno Gómez, 1995, p. 149.
20. ↑  Hens, 2004, p. 71.
21. ↑  Comín Colomer, 1957, pp. 228-230.